# Irya Gmeyner
Irya Daniela Fanny Natascha Gmeyner, född 20 mars 1972 i Södertälje, är en svensk sångare, kompositör och musikproducent.
Gmeyner, vars föräldrar är engelsmän med judiskt påbrå, är uppväxt i England och i Delsbo.
Gmeyner var, med start 1996, frontfigur i musikgruppen Urga, ett band som blandade musikaliska influenser från hela världen och vars låttexter skrevs på ett påhittat språk. Urga hade under flera år ett tätt samarbete med Cirkus Cirkör. Gmeyner var även frontfigur i musikgruppen Irya's Playground som även de samarbetat med Cirkus Cirkör. På senare år har hon varit verksam med sitt projekt April Snow. Hon har samarbetat med artister som Ane Brun, Tusse, Mapei, Isak Danielson och Joy M'Batha. Gmeyner är även initiativtagare till Gipomusic, ett musikprojekt för att inspirera och stötta unga tjejer.
Tillsammans med Martin Hederos skriver hon musik till film och TV-serier. År 2019 och 2022 tilldelades duon Ria-priset för bästa musik till SVT-serien Systrar 1968 respektive Tunna blå linjen säsong 1. Inför Guldbaggegalan 2023 nominerades duon till Guldbaggen för bästa originalmusik för musiken till långfilmen Comedy Queen.